# 王海涛 (1962年)
王海涛（1962年3月—），男，汉族，湖北荆门人，1984年5月加入中国共产党，1987年7月参加工作。中华人民共和国政治人物。

## 人物经历
王海涛于1980年考入华中师范大学，并在该校中文系就读本科、硕士班，直到1987年毕业。随即步入政坛，在武汉市人民代表大会担任办公厅秘书、副主任科员，后于1990年调入湖北省人民政府研究室，并获拔擢为正处级干部。2003年，王海涛外放至神农架林区，出任该区党委副书记、政府区长，并于2005年6月起兼任林区旅游委员会主任。2006年9月，升任中共神农架林区党委书记，并于翌年1月当选为林区人大常委会主任。
2009年，王海涛调离神农架，回到武汉，出任湖北省林业局局长，2010年9月，林业局升格为林业厅后，王海涛成为该厅首任厅长。2013年2月，王海涛外放至恩施土家族苗族自治州，接替已升任湖北省政协副主席的肖旭明出任该州党委书记，同年4月，兼任州人大常委会主任。
2016年11月，王海涛被调离恩施，随即转任中共湖北省委農村工作部副主任。有消息指出，他被调离恩施是因为在主持中共恩施州委中心組擴大學習會議期间，没能當場制止一名讲师抨擊中共高层领导人和現行政策。2018年，转任新成立的湖北省农业农村厅副厅长。2022年4月，王海涛退居二线，转任湖北省人民政府参事。